# Standard Form 86
Le Standard Form 86 (SF 86) est un questionnaire officiel du gouvernement  des Etats-Unis que des personnes doivent remplir permettant au Département de la Justice  de collecter des informations sur eux. Ce, dans le but de mener des investigations sur leur passé et réaliser une évaluation en continu de leur habilitation à avoir accès à des informations classifiées relevant du secret d'État.